# 八景
八景（はっけい）とは、ある地域における八つの優れた風景を選ぶ、風景評価の様式。10世紀に北宋で選ばれた瀟湘八景がモデルとなり、影響を受けた台湾、朝鮮、日本など東アジア各地で八景が選定されてきた。なお八景以外にも、四景、十景、十二景などの例も見られる。

## 内容
八景は瀟湘八景のように対象が固定されているものも多いが、台湾八景のように時代とともに内容が変遷するものもある。また、8つの風景の組み合わせは瀟湘八景をなぞらえている場合と、知名度の高い名所を中心に選出した場合があり、近年では後者が増えている。前者のような伝統的な形式では、八景を構成する個々の項目は、風景の対象地とそこでの事象や事物を組み合わせている。
事象・事物の内容は瀟湘八景をそのまま踏襲し、
- 晴嵐（せいらん）：本来は春または秋の霞。青嵐と混同して強風としたり、嵐の後の凪とする例もある。
- 晩鐘（ばんしょう）：沈む夕日と山中の寺院の鐘楼の組み合わせ。
- 夜雨（やう）：夜中に降る雨の風景。
- 夕照（せきしょう）：夕日を反射した赤い水面と、同じく夕日を受けた事物の組み合わせ。
- 帰帆（きはん）：夕暮れの中を舟が一斉に港に戻る風景。
- 秋月（しゅうげつ）：秋の夜の月と、それが水面に反射する姿の組み合わせ。
- 落雁（らくがん）：広い空間で飛ぶ雁の群れ。
- 暮雪（ぼせつ）：夕方ないし夜の、雪が積もった山。

の8つとする場合（例：近江八景）や、一部を同じものにする場合（例：最初の台湾八景）がある。個々の項目の具体例を挙げると、近江八景の「石山の秋月」のように「石山」（対象となる地）と「秋月」（その地で見られる事象）のようになる。この際、瀟湘八景と同様に前2句+後2句の漢字4文字となるように項目名が設定されることが多い（例：金沢八景）。一方で日本新八景などは対象地のみを選び、そこでの事象・事物は指定していない。また、事象を含む項目と地名のみの項目が混在した八景もある。
日本には中世の16世紀頃から、朝鮮では高麗末期の14世紀頃から概念が受容されたという。

### 日本における八景
瀟湘八景に影響を受けた日本最古の八景は、漢詩集『鈍鉄集』に収められた博多八景とされる。各地には多くの八景があり、全国の400カ所以上に八景が存在する。
江戸時代に選定されたものが最も多く、浮世絵の連作のために考案された江戸八景などがある。その他、明治以降の観光地で観光客誘致のために行われた八景選定や、高度成長期以降の郊外都市で住民の愛着を高めるために行われた八景選定もある。
なお、熊本市の八景水谷（はけのみや）のように、もともと崖地形などを指す「はっけ」または「はけ」を使った自然地名があったところに、後に「八景」の字が当てられるようになり、そこから連鎖反応的に近傍の景勝地が八景として選定されてきたようなケースもある。たいていは後づけの縁起由来がまことしやかに伝えられている。八景坂（東京都大田区）や黒岩八景（群馬県みなかみ町）のように発音まで「はっけい」に変化してしまっている例も多い。

## 八景の例
中国
- 瀟湘八景
- 黄山八勝
- 吉林八景
- 金州古八景
- 旅大八景
- 燕京八景
- 鄭州八景
- 西湖八景
- 上海八景・新上海八景
- 羊城八景（中国語: 羊城八景）
- 香港八景

台湾
- 台湾八景
- 新竹八景
- 諸羅八景
- 新高八景

朝鮮
- 朝鮮八景
- 平壌八景
- 朝鮮関東八景・朝鮮関西八景
- 丹陽八景・丹陽第二八景

日本
北海道
- 旭川八景
- 室蘭八景

青森県
- 八戸八景・新八戸八景
- 平内八景
- 蟹田八景
- 唐竹八景
- 西又八景

岩手県
- 盛岡八景

宮城県
- 鳥ノ海八景
- 三珠八景
- 長面八景
- 仙府八景
- 宮城八景
- 塩釜八景
- 塩松八景
- 石巻八景
- 渡波八景
- 名取八景
- 閖上八景
- 金山八景
- 大内八景
- 築館薬師八景
- 花山八景
- 寄磯八景
- 矢本八景
- 松島八景
- 宮戸八景

福島県
- 赤湯八景
- 勿来八景
- 小名浜八景

茨城県
- 水戸八景
- 新水戸八景
- 千波湖八景

東京都
- ちょうふ八景
- 多摩川八景

神奈川県
- 大磯八景
- 金沢八景
- 相模川八景

新潟県
- 福浦八景

長野県
- 木曽八景

山梨県
- 甲斐八景

静岡県
- 遠江八景

滋賀県
- 近江八景
- 琵琶湖八景
- 彦根八景

奈良県
- 南都八景（奈良）
- 橿原八景

大阪府
- 枚方八景
- 寝屋川八景
- 新寝屋川八景
- 千里八景

兵庫県
- 神戸八景

広島県
- 厳島八景

鳥取県、島根県
- 山陰八景

愛媛県
- 道後八景

福岡県
- 博多八景

長崎県
- 平戸八景

大分県
- 別府八景

鹿児島県
- 鹿児島八景
- 福永門八景（鹿児島市）
- 仙巌園八景（鹿児島市）
- 大慈八景（志布志市）
- 坊津八景（南さつま市） - 八景で題材となった場所が2006年現在すべて現存している極めて稀な例である[9]。

全国
- 日本新八景

## 作品ジャンルとしての八景
瀟湘八景が書画から始まった事もあり、好んで絵画の題材とされてきた。また、詩歌にうたわれた例も多い。
日本でも多くの作品が作られた。俗に八景物と呼ぶ。
特に広重はくりかえし八景物を手がけており、「近江八景（之内）」「隅田川八景」「金沢八景」「江戸近郊八景（之内）」「東都八景」「江都八景」「東都司馬八景」「名所江戸八景」「東都雪見八景」等の作品がある。いずれもマンネリを避け、作品ごとに新たな画題、構図に腐心した様がうかがえるものである。
以下に「江戸近郊八景」の各葉画像を示す。なお、近江八景、金沢八景、琉球八景の各項にも作品画像があるので参照されたい。

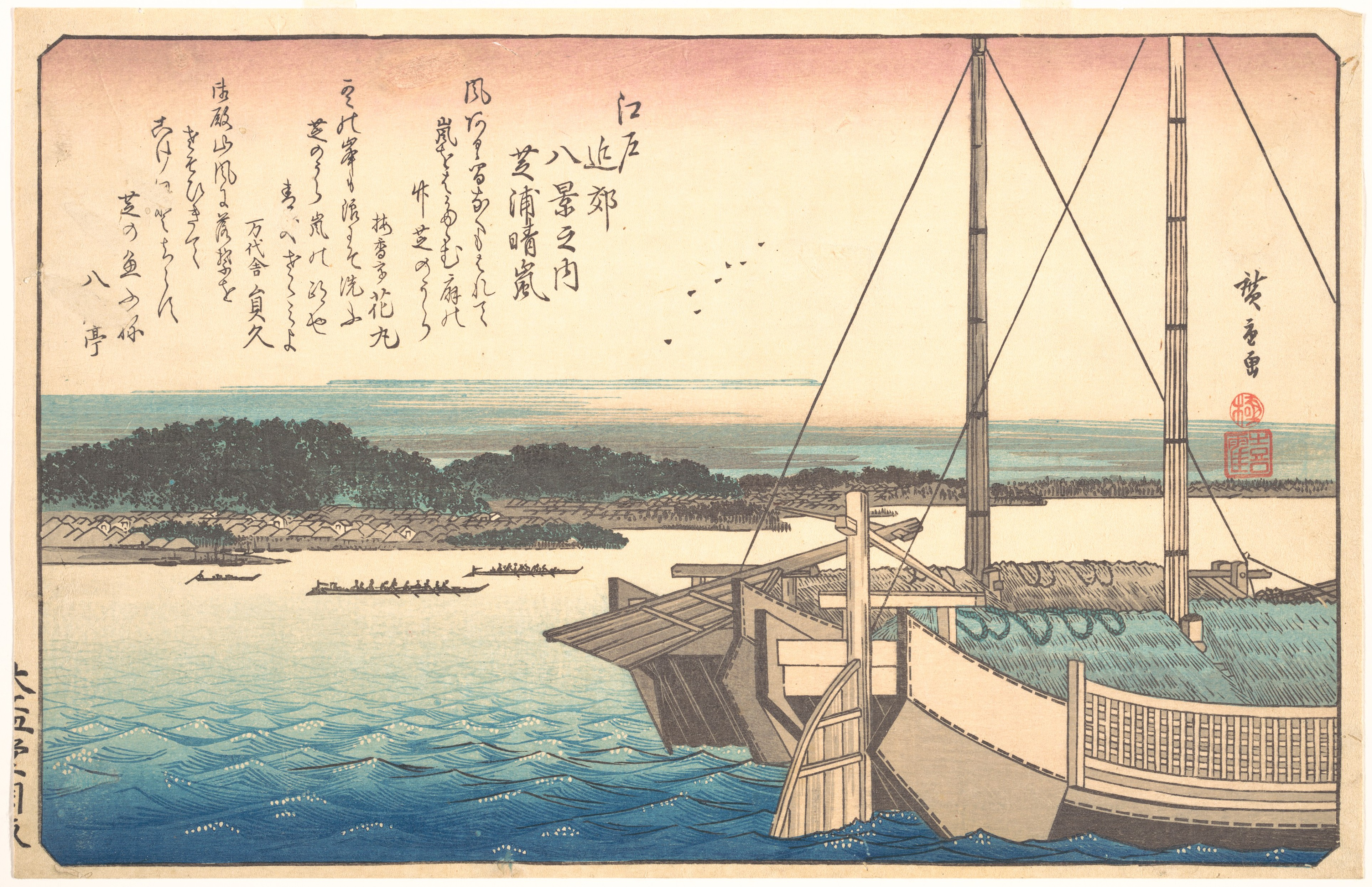
芝浦晴嵐
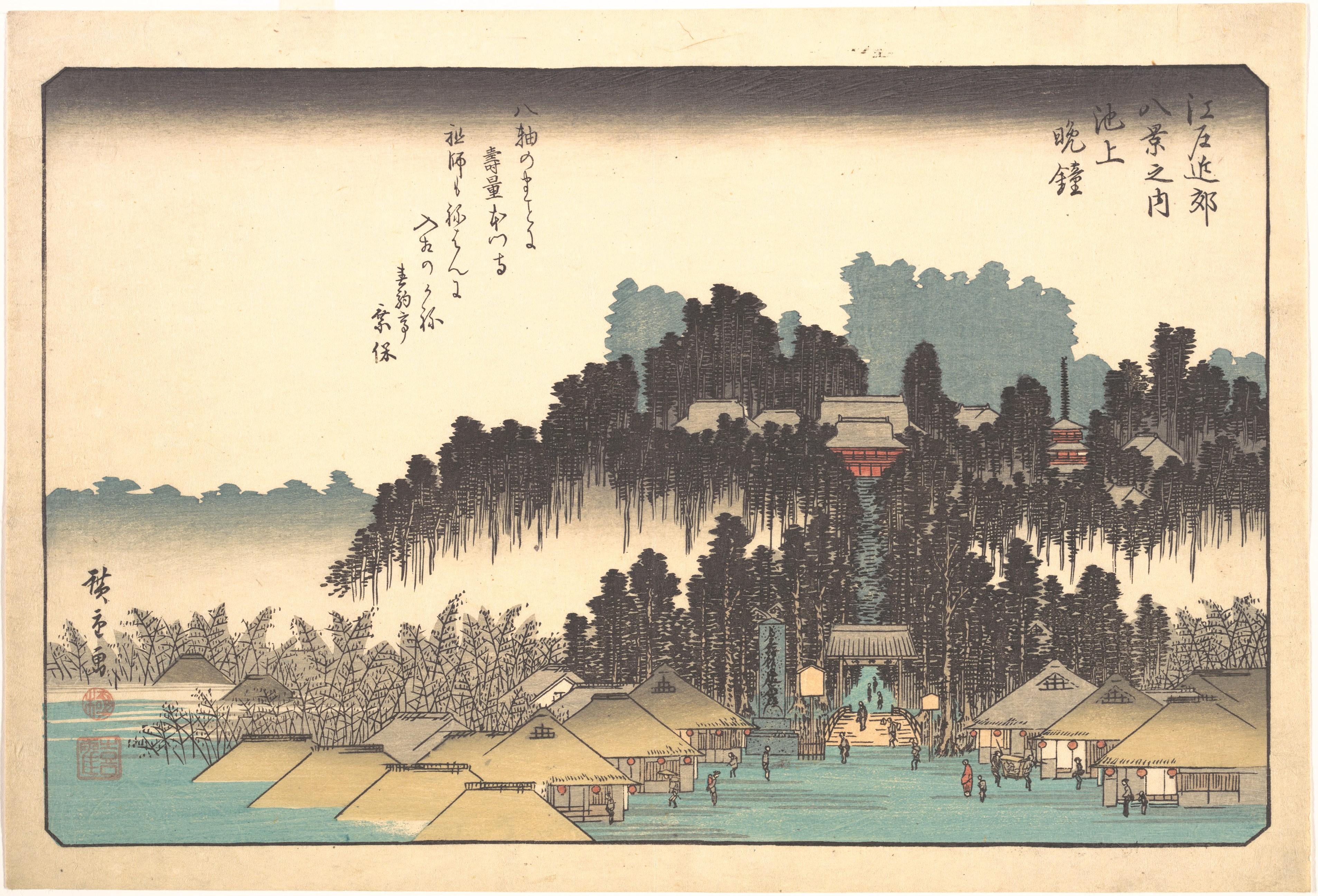
池上晩鐘
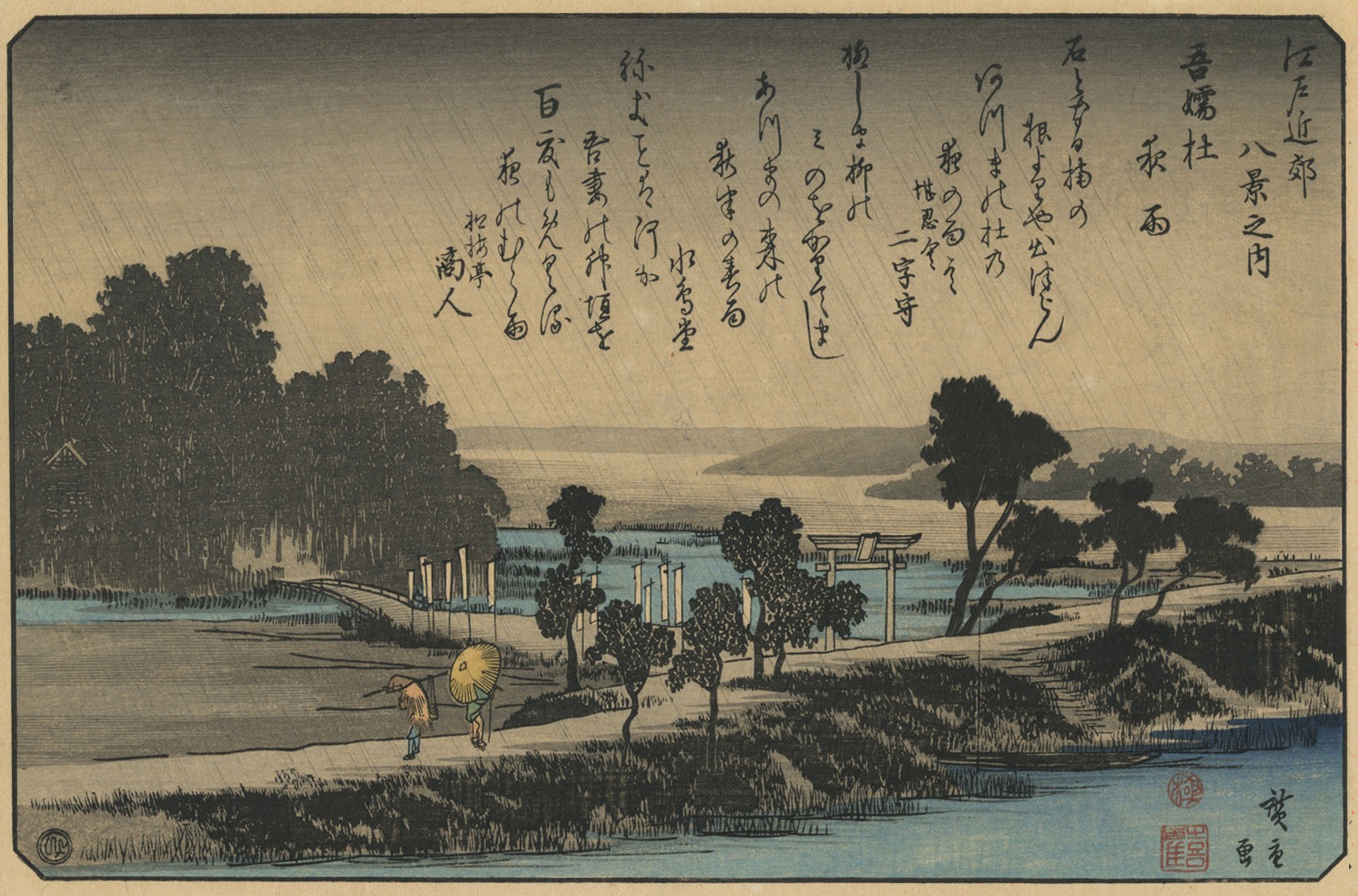
吾嬬杜夜雨
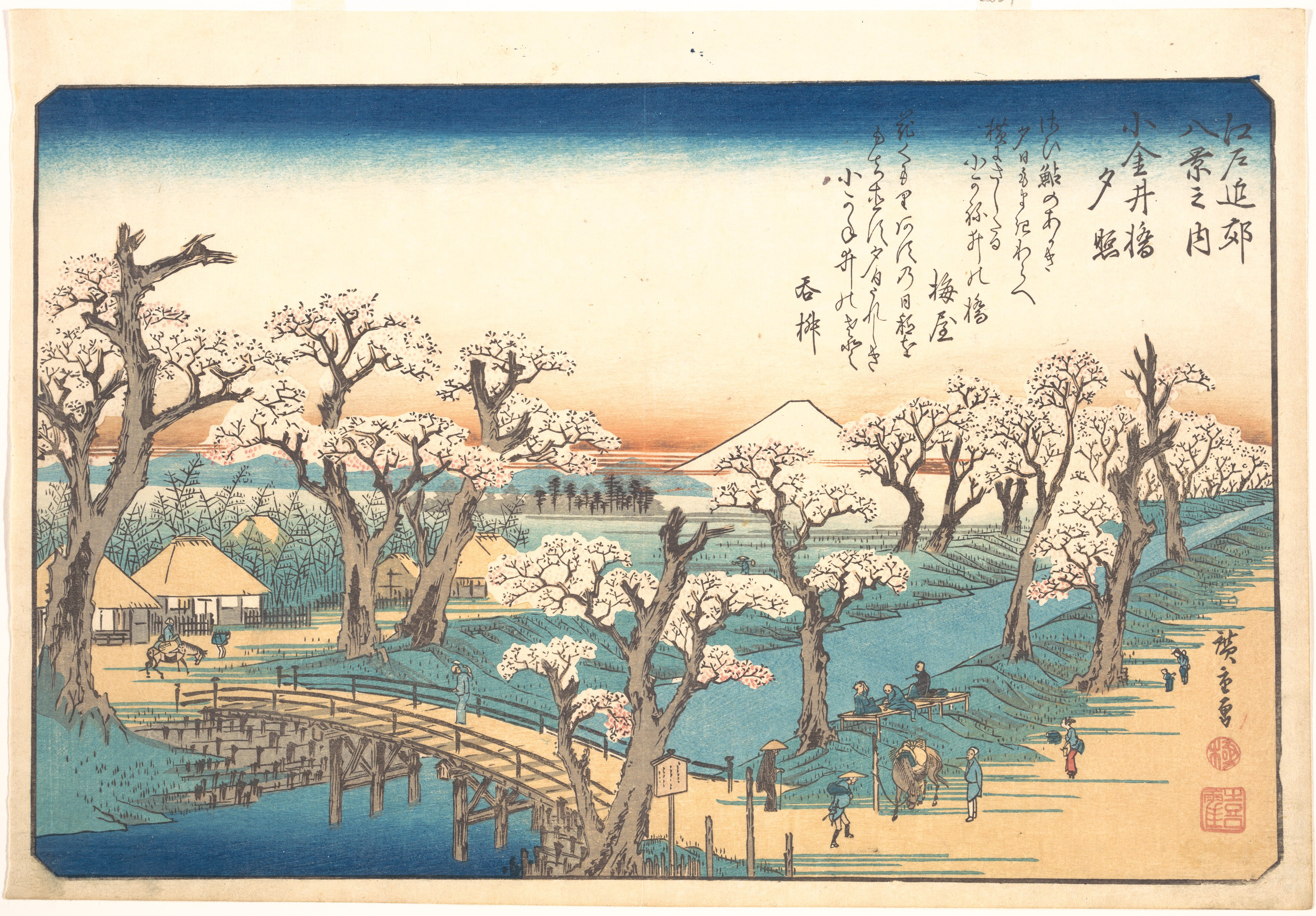
小金井橋夕照
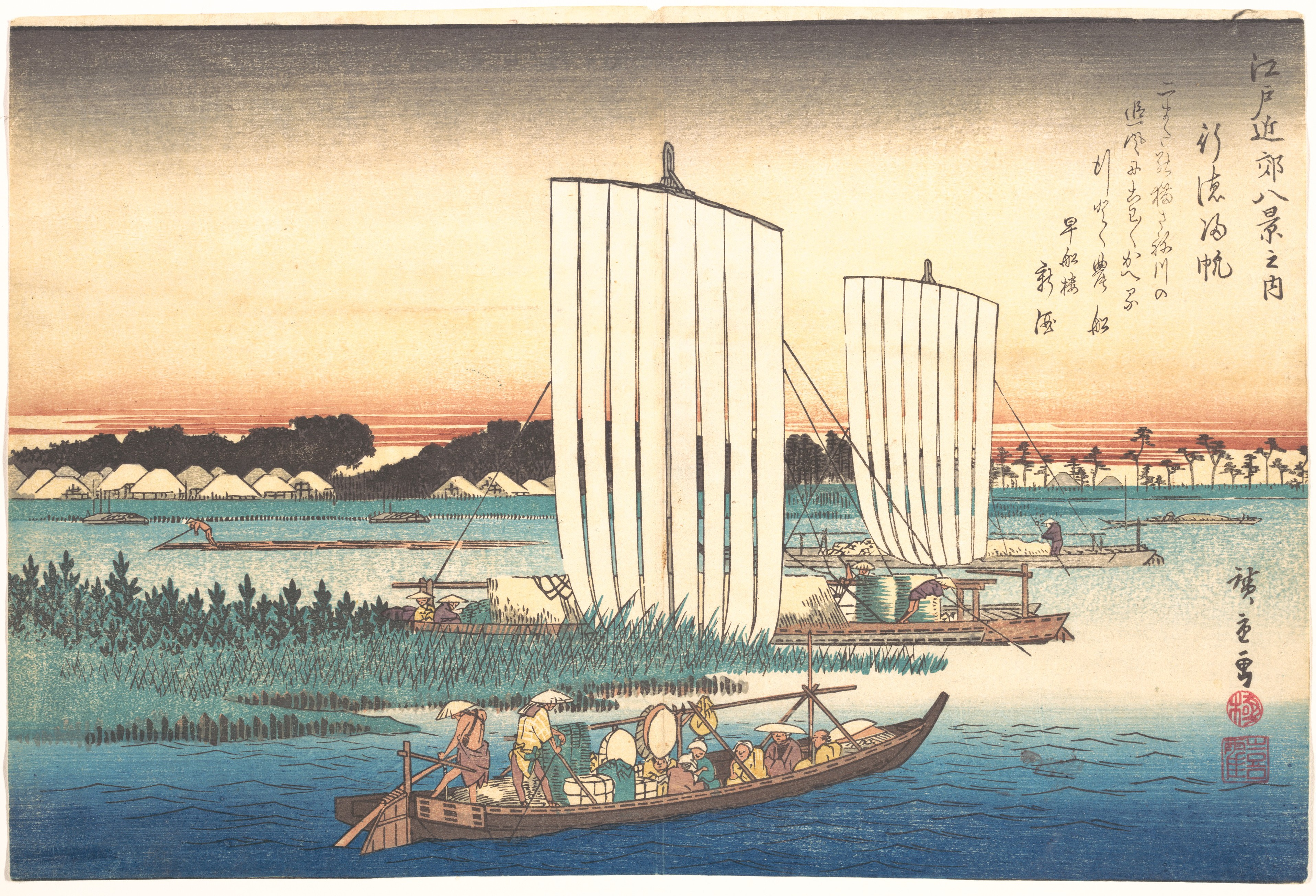
行徳帰帆
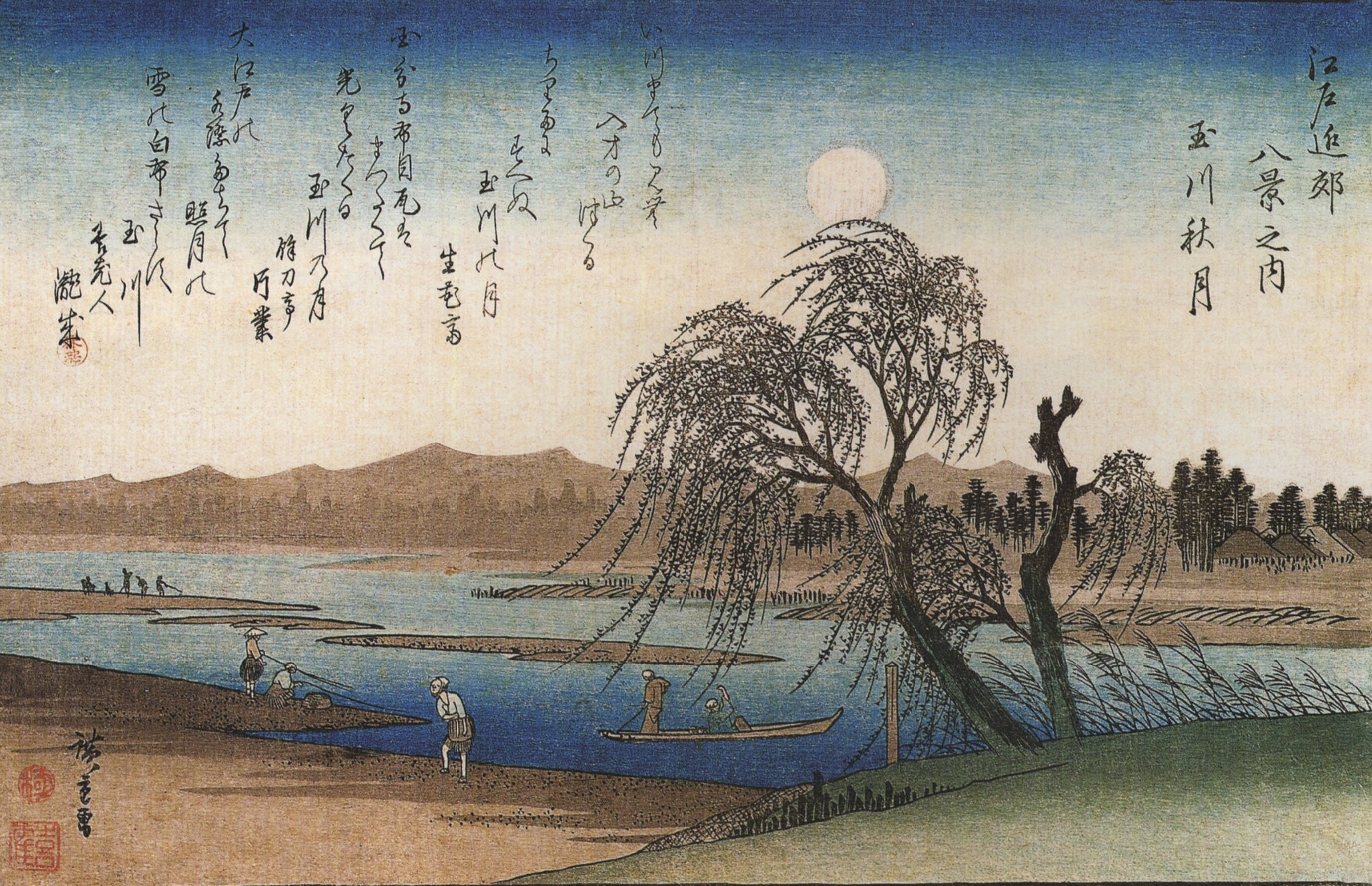
玉川秋月
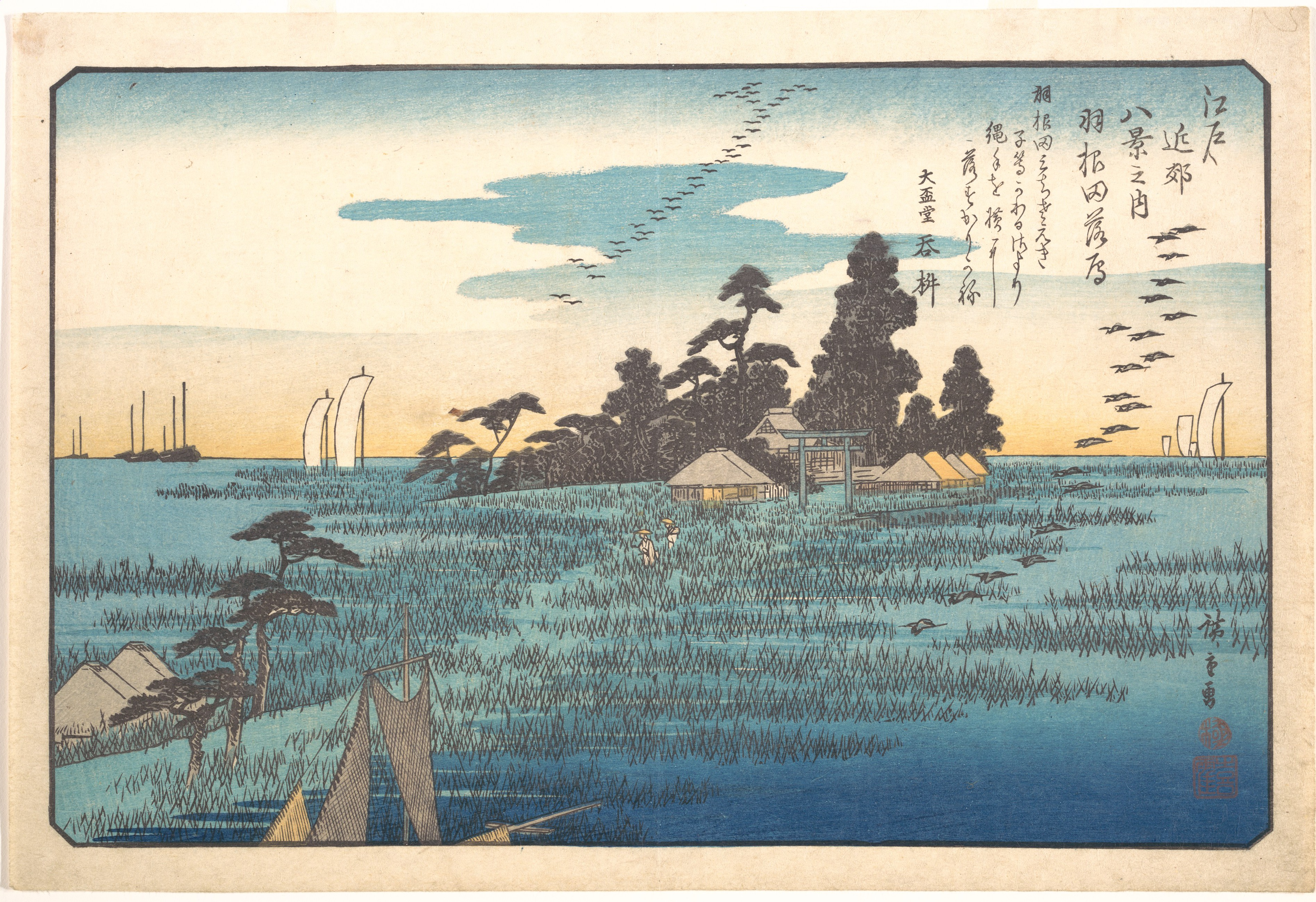
羽根田落雁
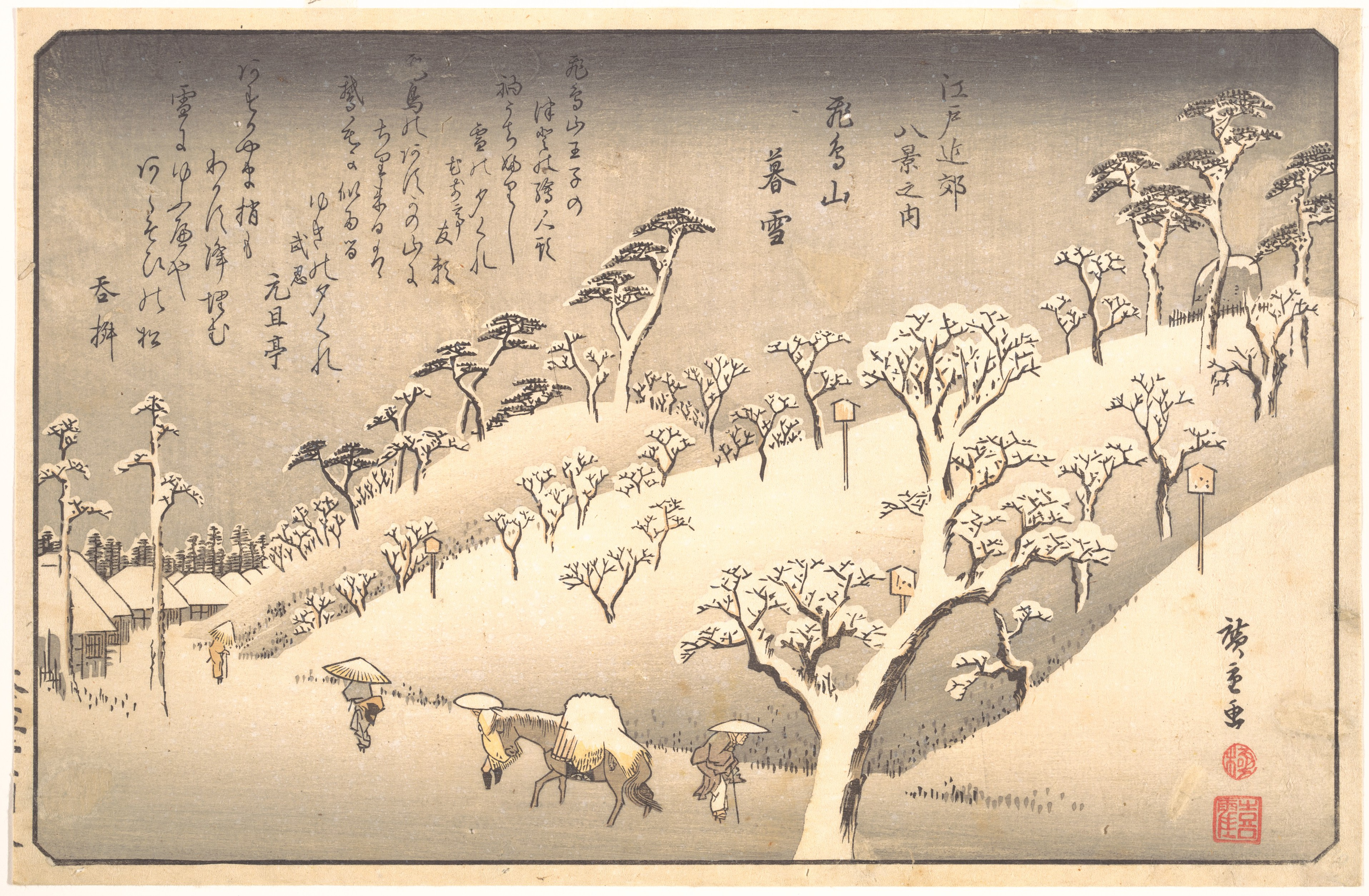
飛鳥山暮雪

また、鈴木春信の『坐舗八景』、喜多川歌麿の『江戸八景』、礒田湖龍斎の『風流人倫見立八景』などのように、美女をモチーフとして描かれた八景の名のつく美人画の作品群がある。これらの画集の多くも帰帆や落雁など、瀟湘八景の形式を洒落や風流を交えて踏襲している。